# Domingos Maximiano Torres
Domingos Maximiano Torres (Rio de Mouro (Sintra), 6 de fevereiro de 1748 — Trafaria, 5 de outubro de 1810), mais conhecido por Maximiano Torres, foi um poeta arcádico que usava o nome arcádico de Alfeno Cynthio. Bacharel em Direito pela Universidade de Coimbra (1770), foi funcionário das alfândegas.
Após a expulsão das tropas francesas comandadas pelo general Jean-Andoche Junot (1808) foi acusado de jacobino e aprisionado no Presídio Militar da Trafaria, onde morreu.